# Rava (île)
Pour les articles homonymes, voir Rava (homonymie).
Rava est une île de la mer Adriatique appartenant à la Croatie, à 16 milles marins de Zadar.
Sa surface est d'environ 4 km2 et sa population est de 117 habitants.

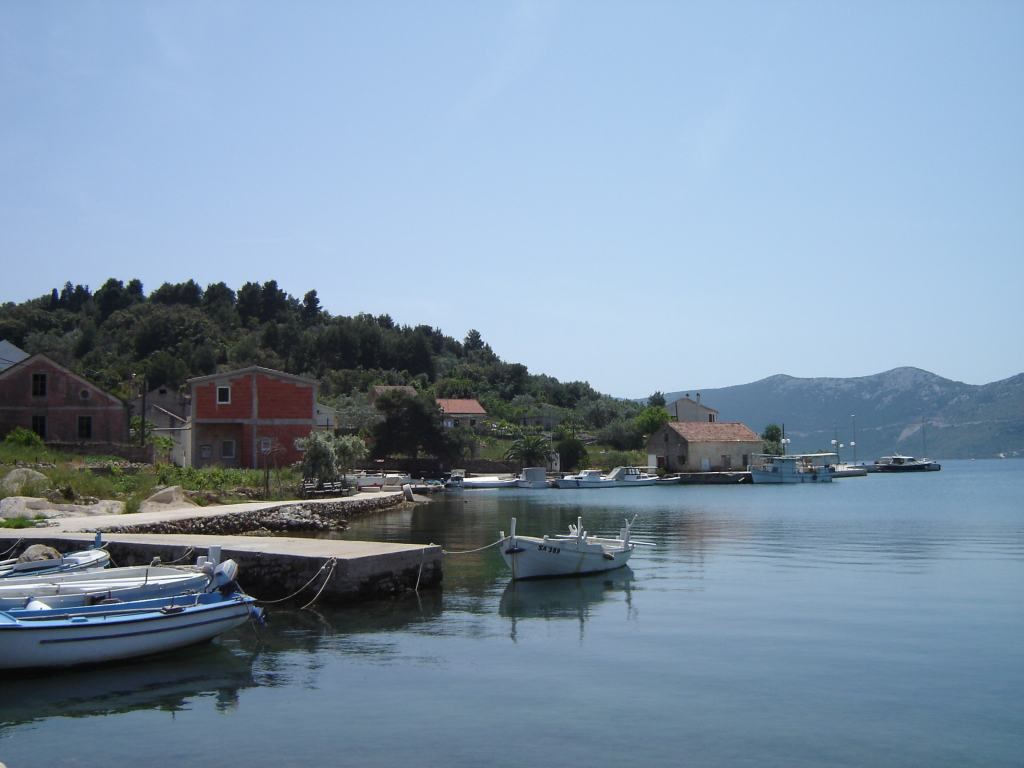
La baie de Lokvina sur île de Rava